# Poinsettia Bowl 2015
Match précédent Match suivant
Le Poinsettia Bowl 2015 est un match de football américain de niveau universitaire joué après la saison régulière de 2015, le 23 décembre 2015 au Qualcomm Stadium de San Diego en Californie. 
Il s'agissait de la 10e édition du Poinsettia Bowl.
Le match a mis en présence les équipes de Boise State issue de la Mountain West Conference et de Northern Illinois issue de la Mid-American Conference.
Il a débuté à 13:30 heure locale et a été retransmis en télévision sur ESPN.
Sponsorisé par la société San Diego County Credit Union, il est officiellement renommé le San Diego County Credit Union Poinsettia Bowl.
Broncos de Boise State gagne le match sur le score de 55 à 7.

## Présentation du match
| Équipes                                                                                       | Conférences | Entraîneurs  | Stats. saison rég. |
| --------------------------------------------------------------------------------------------- | ----------- | ------------ | ------------------ |
| Broncos de Boise State                                                                        | MWC         | Bryan Harsin | 8-4                |
| Huskies de Northern Illinois                                                                  | MAC         | Rod Carey    | 8-5                |
| Arbitre : Jeff Hilyer (Sun Belt) Équipe donnée favorite par les bookmakers : Boise State by 8 |             |              |                    |

Il s'agit de la toute 1re rencontre entre ces deux équipes.

### Broncos de Boise State
Avec un bilan global en saison régulière de 8 victoires et 4 défaites, Boise State est éligible et accepte l'invitation pour participer au Poinsettia Bowl de 2015.
Ils terminent 4e de la Mountain Division de la Mountain West Conference derrière Air Force, New Mexico et Utah State, avec un bilan en division de 5 victoires et 3 défaites.
À l'issue de la saison 2015 (bowl compris), ils n'apparaissent pas dans les classements CFP , AP et Coaches.
Il s'agit de leur 2e participation au Poinsettia Bowl après leur défaite 17 à 16 en 2008 contre TCU.

### Huskies de Northern Illinois
Avec un bilan global en saison régulière de 8 victoires et 5 défaites, Northern Illinois est éligible et accepte l'invitation pour participer au Poinsettia Bowl de 2015.
Ils terminent 1er de la West Division de la Mid-American Conference avec un bilan en division de 6 victoires et 2 défaites.
Ils perdent leur 6e finale consécutive de conférence 34 à 14 contre Bowling Green.
À l'issue de la saison 2015 (bowl compris), ils n'apparaissent pas dans les classements CFP , AP et Coaches.
Il s'agit de leur 3e participation au Poinsettia Bowl après deux défaites en 2006 (2 à 11 contre les Horned Frogs de TCU) et 2013 (14 à 21 contre les Aggies d'Utah State).

## Résumé du match
| QT          | Temps       | Drive       | Drive       | Drive       | Équipe      | Description de l'action | Score | Score |
| QT          | Temps       | Jeux        | Yards       | TDP         | Équipe      | Description de l'action | BSU   | NIU   |
| ----------- | ----------- | ----------- | ----------- | ----------- | ----------- | --- | ----- | ----- |
| 1           | 14:02       | 3           | 75          | 00:58       | BSU         | TD à la suite d'une course de 29 yards par RB McNichols, J. + 1 point de conversion par kicker Rausa, Tyler                                  | 7     | 0     |
| 1           | 07:38       | 7           | 67          | 02:18       | BSU         | TD de 4 yards par RB McNichols, J. à la suite d'une réception de passe de QB Rypien, Brett + 1 point de conversion par kicker Rausa, Tyler   | 14    | 0     |
| 1           | 03:28       | 7           | 53          | 02:36       | BSU         | TD à la suite d'une course de 1 yard par RB McNichols, J. + 1 point de conversion par kicker Rausa, Tyler                                    | 21    | 0     |
| 2           | 09:44       | 7           | 12          | 03:01       | BSU         | FG de 20 yards par kicker Rausa, Tyler | 24    | 0     |
| 2           | 09:32       | -           | -           | -           | NIU         | TD à la suite d'un retour de kickoff de 96 yards par WR Turner, Aregero + 1 point de conversion par kicker Hagan, Christian                  | 24    | 7     |
| 2           | 01:51       | 8           | 60          | 03:35       | BSU         | TD de 16 yards par WR Aanderson, Chaz à la suite d'une réception de passe de QB Rypien, Brett + 1 point de conversion par kicker Rausa, Tyle | 31    | 0     |
| 3           | 07:30       | 12          | 51          | 04:49       | BSU         | FG de 27 yards par kicker Rausa, Tyler | 34    | 0     |
| 3           | 03:29       | 6           | 62          | 02:06       | BSU         | TD de 18 yards par TE Dhaenens, Alec à la suite d'une réception de passe de QB Rypien, Brett + 1 point de conversion par kicker Rausa, Tyler | 41    | 0     |
| 4           | 14:52       | 5           | 61          | 02:07       | BSU         | TD à la suite d'une course de 24 yards par RB Young, Kelsey + 1 point de conversion par kicker Rausa, Tyler                                  | 48    | 0     |
| 4           | 09:52       | 7           | 69          | 04:06       | BSU         | TD à la suite d'une course de 1 yard par QB Stuart, Thomas + 1 point de conversion par kicker Rausa, Tyler                                   | 55    | 0     |
| Score final | Score final | Score final | Score final | Score final | Score final | Score final | 55    | 7     |

## Statistiques[1]
| Statistiques par Équipes               | Statistiques par Équipes | Statistiques par Équipes |
| Statistiques                           | BSU                      | NIU                      |
| -------------------------------------- | ------------------------ | ------------------------ |
| 1er downs                              | 35                       | 7                        |
| Conversion de 3e Down                  | 9/15                     | 1/12                     |
| Conversion de 4e Down                  | 2/3                      | 1/1                      |
| Jeux–yards                             | 96 jeux pour 654 yards   | 51 jeux pour 33 yards    |
| Yards à la course                      | 277                      | -5                       |
| Yards à la passe                       | 377                      | 38                       |
| Passes : Réussies-Tentées-Interceptées | 29/39, 1 Int.            | 7/21, 0 Int.             |
| Réussite en zone rouge/chances         | 7/8                      | 0/1                      |
| TD                                     | 7                        | 1                        |
| Field Goals                            | 2/2                      | 0/0                      |
| Sacks (Nombre-Yards gagnés)            | 5 pour 9 yards gagnés    | 1 pour 2 yards gagnés    |
| Fumbles (Nombre/Perdus)                | 1/1                      | 3/3                      |
| Pénalités (Nombre/Yards perdus)        | 8 pour 65 yards          | 5 pour 30 yards          |
| Temps de possession                    | 43:13                    | 16:47                    |

| Meilleurs Joueurs (MVPs) | Meilleurs Joueurs (MVPs) | Meilleurs Joueurs (MVPs) | Meilleurs Joueurs (MVPs) |
| ------------------------ | ------------------------ | ------------------------ | ------------------------ |
| Systèmes                 | Noms                     | Équipes                  | Postes                   |
| Attaque                  | Brett Rypien             | Broncos de Boise State   | QB                       |
| Défense                  | Kamalei Correa           | Broncos de Boise State   | DE                       |

| Statistiques Individuelles | Statistiques Individuelles | Statistiques Individuelles        |
| -------------------------- | -------------------------- | --------------------------------- |
| Quaterbacks                |                            |                                   |
| BSU                        | Rypien, Brett              | 29/39, 377 yards, 3 TDs, 1 Int.   |
| NIU                        | Graham, Ryan               | 7/21, 38 yards, 0 TD              |
| Meilleurs Coureurs         |                            |                                   |
| BSU                        | McNichols, J.              | 19 courses pour 93 yards et 2 TDs |
| NIU                        | Bouagnon, Joel             | 8 courses pour 16 yards           |
| Meilleurs Receveurs        |                            |                                   |
| BSU                        | Williams-Rhodes, Shane     | 8 réceptions pour 94 yards, 0 TD  |
| NIU                        | Brescacin, Juwa            | 3 réceptions pour 12 yards, 0 TD  |
| Meilleurs Tackleurs        |                            |                                   |
| BSU                        | Gray, Tyler                | 5 tackles en solo et 2 assistes   |
| NIU                        | Moore, Marlon              | 5 tackles en solo et 4 assistes   |